# Navia sandwithii
Navia sandwithii är en gräsväxtart som beskrevs av Lyman Bradford Smith. Navia sandwithii ingår i släktet Navia och familjen Bromeliaceae. Inga underarter finns listade i Catalogue of Life.